# VSB Poëzieprijs
De VSB Poëzieprijs is een jaarlijkse prijs bedoeld voor de bekroning van een bundel Nederlandstalige poëzie, voor het eerst in boekvorm gepubliceerd in het jaar voorafgaande aan het jaar waarin de uitreiking van de prijs plaatsvindt. De kans voor een vrouwelijke dichter om deze prijs te winnen was 1:5 (21%), dat wil zeggen relatief klein.
De prijs, groot € 25.000,- plus een sculptuur van Maria Roosen, is in 1993 ingesteld door het VSBfonds op initiatief van Huub Oosterhuis en voor het eerst toegekend in 1994. In 2010 werd de prijs niet uitgereikt vanwege financiële problemen bij het VSBfonds, ten gevolge van het ineenstorten van de aandelenkoers van Fortis. Sinds 2011 is de prijs gekoppeld aan de Gedichtendag, die jaarlijks wordt georganiseerd door Poetry International.
In augustus 2017 maakte het VSBfonds bekend te zullen stoppen met de VSB Poëzieprijs. In 2019 ging de prijs verder onder de naam De Grote Poëzieprijs en kwam in handen van het Elise Mathildefonds en het Van Beuningen/Peterich-fonds. In 2023 werd De Grote Poëzieprijs overgenomen door Stichting het Veerhuis.

## Gelauwerden
| Jaar                                                   | Gelauwerde                                             | Werk                                                   | ISBN code                                              | ISBN ebook                                             |
| met ingang van 2019 overgaan naar De Grote Poëzieprijs | met ingang van 2019 overgaan naar De Grote Poëzieprijs | met ingang van 2019 overgaan naar De Grote Poëzieprijs | met ingang van 2019 overgaan naar De Grote Poëzieprijs | met ingang van 2019 overgaan naar De Grote Poëzieprijs |
| ------------------------------------------------------ | ------------------------------------------------------ | ------------------------------------------------------ | ------------------------------------------------------ | ------------------------------------------------------ |
| 2018                                                   | Joost Baars                                            | Binnenplaats                                           | 9789028261877                                          |                                                        |
| 2017                                                   | Hannah van Binsbergen                                  | Kwaad gesternte                                        | 9789025447816                                          | 9789025448103                                          |
| 2016                                                   | Ilja Leonard Pfeijffer                                 | Idyllen                                                | 9789029589734                                          | 9789029594639                                          |
| 2015                                                   | Hester Knibbe                                          | Archaïsch de dieren                                    | 9789029589215                                          | 9789029594097                                          |
| 2014                                                   | Antoine de Kom                                         | Ritmisch zonder string                                 | 9789021447339                                          | -                                                      |
| 2013                                                   | Ester Naomi Perquin                                    | Celinspecties                                          | 9789028241954                                          | -                                                      |
| 2012                                                   | Jan Lauwereyns                                         | Hemelsblauw                                            | 9789023457329                                          | -                                                      |
| 2011                                                   | Armando                                                | Gedichten 2009                                         | 9789045703084                                          | -                                                      |
| 2009                                                   | Nachoem M. Wijnberg                                    | Het leven van                                          | 9789025429683                                          | 9789025431280                                          |
| 2008                                                   | Leonard Nolens                                         | Bres                                                   | 9789021433493                                          | 9789021436104                                          |
| 2007                                                   | Tomas Lieske                                           | Hoe je geliefde te herkennen                           | 9789021473062                                          | 9789021435992                                          |
| 2006                                                   | Mark Boog                                              | De encyclopedie van de grote woorden                   | 9789059360914                                          | -                                                      |
| 2005                                                   | Arjen Duinker                                          | De zon en de wereld                                    | 9789029074957                                          | -                                                      |
| 2004                                                   | Mustafa Stitou                                         | Varkensroze ansichten                                  | 9789023412533                                          | -                                                      |
| 2003                                                   | Tonnus Oosterhoff                                      | Wij zagen ons in een kleine groep mensen veranderen    | 9789023410164                                          | -                                                      |
| 2002                                                   | Anneke Brassinga                                       | Verschiet                                              | 9789023448143                                          | -                                                      |
| 2001                                                   | Kees Ouwens                                            | Mythologieën                                           | 9789029066174                                          | -                                                      |
| 2000                                                   | K. Michel                                              | Waterstudies                                           | 9789045700427                                          | -                                                      |
| 1999                                                   | Esther Jansma                                          | Hier is de tijd                                        | 9789029522830                                          | -                                                      |
| 1998                                                   | Rutger Kopland                                         | Tot het ons los laat                                   | 9789028209107                                          | -                                                      |
| 1997                                                   | Gerrit Kouwenaar                                       | De tijd staat open                                     | 9789021471587                                          | -                                                      |
| 1996                                                   | Leo Vroman                                             | Psalmen en andere gedichten                            | 9789041300263                                          | -                                                      |
| 1995                                                   | Huub Beurskens                                         | Aangod en de afmens                                    | 9789029049078                                          | -                                                      |
| 1994                                                   | Hugo Claus                                             | De Sporen                                              | 9789050351546                                          | -                                                      |